# Register (bouwkunde)

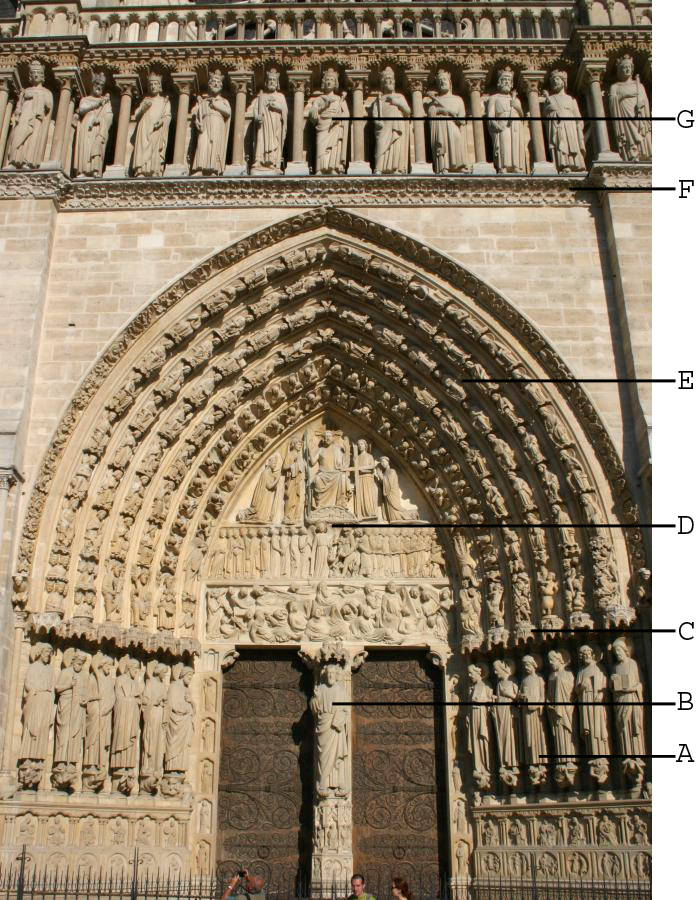
Timpaan bij het westportaal van de Notre-Dame van Parijs, waarbij de timpaan (D) is opgedeeld in 3 registers

Een register is een term uit de architectuur. Hiermee wordt een met voorstellingen versierde horizontale strook aangeduid. Vaak is deze versiering uitgevoerd in beeldhouwkunst.
De afbeelding hiernaast toont een kerkportaal waarin de timpaan boven de ingang is opgedeeld in drie registers.